# Milena Vukotic
Milena Vukotić, all'anagrafe Gemma Fausta Milena Vukotić (Roma, 23 aprile 1935), è un'attrice italiana, vincitrice di un Nastro d'argento e di un David di Donatello alla carriera dopo tre candidature al medesimo premio (nel 1983, 1991, 2014).
È nota per le sue interpretazioni in Gran bollito di Mauro Bolognini, Il fascino discreto della borghesia di Luis Buñuel, per il ruolo della moglie di Raffaello Mascetti (interpretato da Ugo Tognazzi) in Amici miei e Amici miei - Atto IIº di Mario Monicelli, ma soprattutto per il ruolo di Pina Fantozzi, moglie del ragioniere Ugo protagonista della saga di Paolo Villaggio.
Dalla fine degli anni '90 rinnova la sua popolarità nel ruolo di Enrica nella serie televisiva Un medico in famiglia, dove impersona la moglie di suo consuocero Libero Martini (interpretato da Lino Banfi) e per la terza volta interpreta il ruolo di coniuge per uno dei personaggi dell'attore pugliese (dopo Cornetti alla crema e Occhio, malocchio, prezzemolo e finocchio, oltre alla volta in cui interpretava anche la sua fidanzata nel primo dei tre episodi di Sabato, domenica e venerdì).
Negli altri oltre novantacinque film a cui prende parte, Milena Vukotić è diretta da diversi registi, sia italiani che stranieri, tra i quali si ricordano Nanni Loy, Alberto Lattuada,  Jean-Jacques Beineix, Alessandro Blasetti, Ettore Scola, Mario Monicelli, Lina Wertmüller, Dino Risi, Steno, Carlo Lizzani, Federico Fellini, Carlo Verdone, Luis Buñuel, Bernardo Bertolucci, Sergio Martino, Andrej Tarkovskij, Nagisa Ōshima, Walerian Borowczyk, Franco Zeffirelli e Ferzan Özpetek.

## Biografia
Nasce a Roma il 23 aprile 1935. Figlia di un commediografo e diplomatico di origine montenegrina e di una pianista italiana, Marta Nervi (figlia, a sua volta, della celebre pianista Gemma Luziani), fin da bambina studia pianoforte, recitazione e danza classica a Londra, Vienna e Parigi. La sua carriera inizia con successo nella danza, entrando a far parte prima, brevemente, del corpo di ballo dell'Opera di Parigi e poi delle compagnie del Grand Ballet du Marquis de Cuevas e del coreografo Roland Petit. La visione del film La Strada di Federico Fellini le fa decidere istantaneamente di dedicarsi esclusivamente alla recitazione. Nel 1960 il debutto cinematografico ne Il sicario di Damiano Damiani.
Poi le numerose commedie degli anni sessanta, assieme a film d'autore quali Il giovedì (1963) di Dino Risi, Giulietta degli spiriti (1965) e l'episodio Toby Dammit (inserito in Tre passi nel delirio, 1968) di Federico Fellini, i primi due capitoli Amici miei del 1975 e Amici miei - Atto IIº del 1982, entrambi di Mario Monicelli) della trilogia di Amici miei, L'arcidiavolo (1966) e La terrazza (1980) di Ettore Scola, La bisbetica domata (1967) di Franco Zeffirelli, Il fascino discreto della borghesia (1973), Il fantasma della libertà (1974) e Quell'oscuro oggetto del desiderio (1976) di Luis Buñuel.
I suoi ruoli sono quasi sempre di contorno, da caratterista, come la servetta timida e silenziosa oppure la signora dell'alta borghesia sofisticata e distinta. Attiva anche in televisione, nel 1964 Lina Wertmüller la sceglie per il ruolo di una delle sorelle di Gian Burrasca ne Il giornalino di Gian Burrasca, con Rita Pavone. Milena è poi la protagonista di Nel mondo di Alice, trasposizione televisiva del romanzo Alice nel Paese delle Meraviglie di Lewis Carroll del 1974. Conduce inoltre molti programmi per ragazzi irradiati dal Centro di produzione Rai di Torino, tra cui L'amico libro nel 1968 e Musica insieme nel 1980. Milena Vukotic posa nuda per il numero di maggio 1976 dell'edizione italiana di Playboy. Molto particolare, inoltre, la sua partecipazione in Bianco, rosso e Verdone (1981) di Carlo Verdone nel ruolo di una prostituta che si mostra nuda al protagonista. In teatro diviene una delle attrici predilette di Rina Morelli (fra gli spettacoli Oh, che bella guerra del 1982 e Così è se vi pare di Pirandello del 1983). Lavora anche in altri prestigiosi allestimenti accanto a Franco Zeffirelli, Giorgio Strehler, Paolo Poli e Jean Cocteau.
Per parte del pubblico rimane indissolubilmente legata al personaggio di Pina Fantozzi, la moglie disincantata ma sempre sottomessa di Ugo Fantozzi, il personaggio di Paolo Villaggio. Subentrata a Liù Bosisio nel ruolo della moglie del famoso ragioniere dopo i primi due film della serie, vince anche un Nastro d'argento come miglior attrice non protagonista nel 1994 per Fantozzi in paradiso. Dalla fine delle riprese per il film Fantozzi 2000 - La clonazione del 1999, decimo e ultimo capitolo della saga, si allontana dal personaggio partecipando alla serie televisiva Un medico in famiglia, in cui interpreta il ruolo di Enrica, al fianco di Lino Banfi e di Giulio Scarpati. Vukotić ricopre questo ruolo fino al 2016.
Nel 2007 prende parte ai film di Ferzan Özpetek Saturno contro, in cui ha il ruolo di un'aspra ma umana infermiera, e Un giorno perfetto, nel cameo di una professoressa. Nello stesso anno le è conferito il Ciak d'oro alla carriera. Nel 2014 ottiene la terza nomination al David di Donatello grazie alla partecipazione al film "testamento" di Carlo Mazzacurati La sedia della felicità, dopo quelle ricevute, nella categoria di migliore attrice non protagonista, per i film Amici miei - Atto IIº nel 1983, e Fantozzi alla riscossa, nel 1991. Dal 30 marzo 2019 è tra i concorrenti della quattordicesima edizione di Ballando con le stelle, condotto da Milly Carlucci su Rai 1, ed è in coppia con Simone Di Pasquale; riescono ad arrivare in finale, dove si classificano terzi.
Nell'edizione dei David di Donatello 2024, Vukotic riceve il David di Donatello speciale alla carriera, insieme a Giorgio Moroder.

## Vita privata
Nel 2003 ha sposato Alfredo Baldi, autore e critico cinematografico.

## Filmografia

### Cinema

Milena Vukotic in Giulietta degli spiriti (1965)

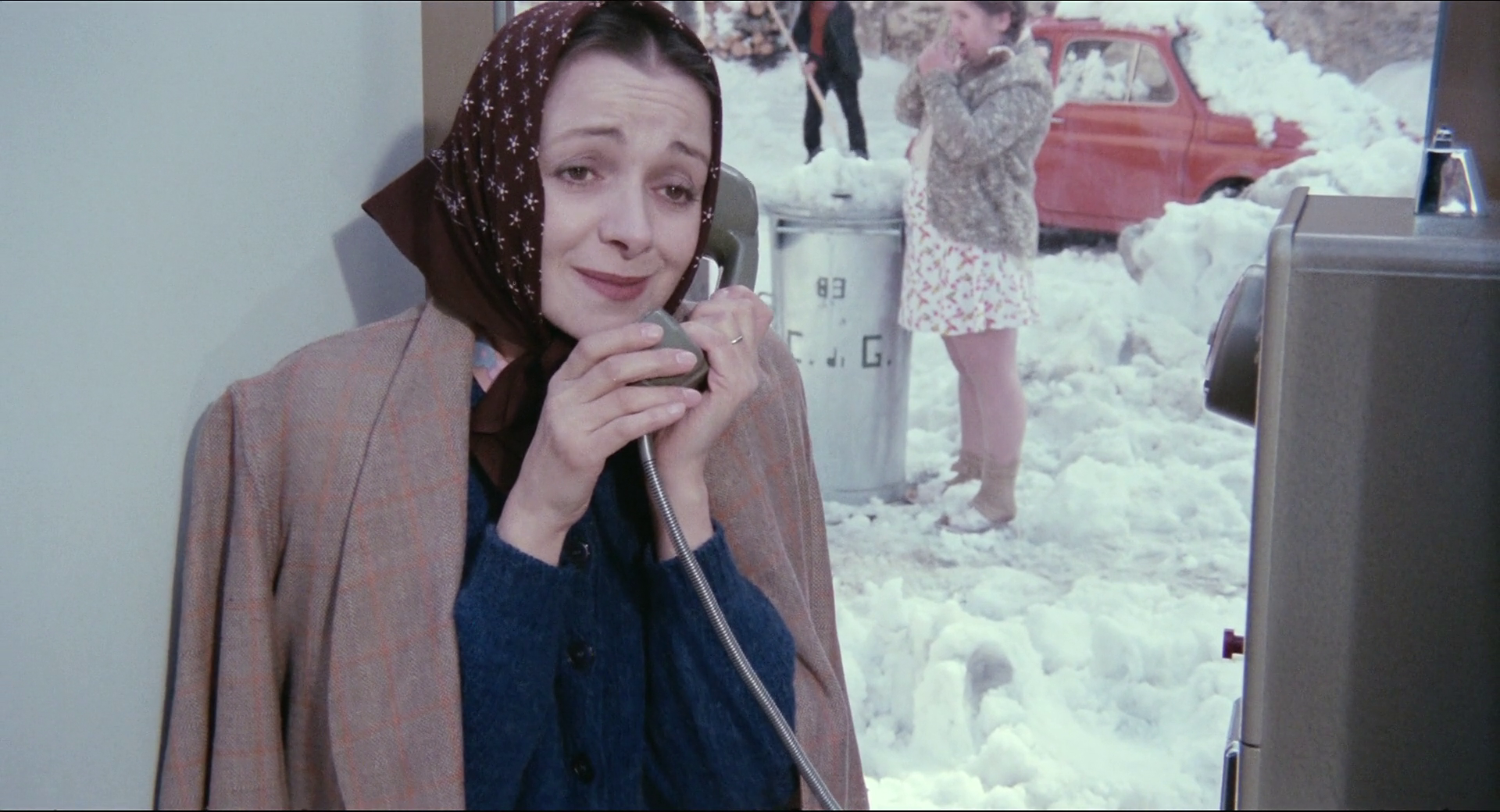
Milena Vukotic in Amici miei (1975)

- Il sicario, regia di Damiano Damiani (1961)
- Totòtruffa '62, regia di Camillo Mastrocinque (1961)
- Torna a settembre (Come September), regia di Robert Mulligan (1961)
- Il conquistatore di Corinto, regia di Mario Costa (1961)
- Col ferro e col fuoco, regia di Fernando Cerchio (1962)
- La cuccagna, regia di Luciano Salce (1962), non accreditata
- I quattro moschettieri, regia di Carlo Ludovico Bragaglia (1963)
- Liolà, regia di Alessandro Blasetti (1963)
- Il giovedì, regia di Dino Risi (1964)
- Il mostro dell'Opera, regia di Renato Polselli (1964)
- Questa volta parliamo di uomini, regia di Lina Wertmüller (1965)
- Giulietta degli spiriti, regia di Federico Fellini (1965)
- Thrilling, regia di Ettore Scola (1965)
- Made in Italy, regia di Nanni Loy (1965)
- Io, io, io... e gli altri, regia di Alessandro Blasetti (1966)
- Rita la zanzara, regia di Lina Wertmüller (1966)
- L'arcidiavolo, regia di Ettore Scola (1966)
- Perdono, regia di Ettore Maria Fizzarotti (1966)
- La bisbetica domata, regia di Franco Zeffirelli (1967)
- La cintura di castità, regia di Pasquale Festa Campanile (1967)
- Arabella, regia di Mauro Bolognini (1967)
- Colpo grosso alla napoletana (The Biggest Bundle of Them All), regia di Ken Annakin (1968)
- Il marito è mio e l'ammazzo quando mi pare, regia di Pasquale Festa Campanile (1968)
- Tre passi nel delirio, regia di Federico Fellini, Roger Vadim, Louis Malle (1968)
- Amore e rabbia, episodio Agonia, regia di Bernardo Bertolucci (1969)
- Rosolino Paternò, soldato, regia di Nanni Loy (1970)
- L'ultimo avventuriero, regia di Lewis Gilbert (1970)
- Venga a prendere il caffè... da noi, regia di Alberto Lattuada (1970)
- Trastevere, regia di Fausto Tozzi (1971)
- Donnarumma all'assalto, regia di Marco Leto (1972)
- Il fascino discreto della borghesia, regia di Luis Buñuel (1973)
- La villeggiatura, regia di Marco Leto (1973)
- Dracula cerca sangue di vergine... e morì di sete!!!, regia di Antonio Margheriti (1974)
- E cominciò il viaggio nella vertigine, regia di Toni De Gregorio (1974)
- Il tempo dell'inizio, regia di Luigi Di Gianni (1974)
- L'erotomane, regia di Marco Vicario (1974)
- Il fantasma della libertà, regia di Luis Buñuel (1974)
- Il caso Raoul, regia di Maurizio Ponzi (1975)
- Appuntamento con l'assassino, regia di Gérard Pirès (1975)
- Amici miei, regia di Mario Monicelli (1975)
- Amore vuol dir gelosia, regia di Mauro Severino (1975)
- Quell'oscuro oggetto del desiderio, regia di Luis Buñuel (1977)
- Gran bollito, regia di Mauro Bolognini (1977)
- Le braghe del padrone, regia di Flavio Mogherini (1978)
- Non si può spiegare, bisogna vederlo, episodio di Per vivere meglio, divertitevi con noi, regia di Flavio Mogherini (1978)
- Sabato, domenica e venerdì, regia di Sergio Martino (1979)
- La terrazza, regia di Ettore Scola (1980)
- La locandiera, regia di Paolo Cavara (1980)
- I seduttori della domenica, regia di Dino Risi (1980)
- Fantozzi contro tutti, regia di Neri Parenti e Paolo Villaggio (1980)
- Bianco, rosso e Verdone, regia di Carlo Verdone (1981)
- Cornetti alla crema, regia di Sergio Martino (1981)
- Il turno, regia di Tonino Cervi (1981)
- Monsignore, regia di Frank Perry (1982)
- Amici miei - Atto IIº, regia di Mario Monicelli (1982)
- La casa del tappeto giallo, regia di Carlo Lizzani (1983)
- Nostalghia, regia di Andrej Tarkovskij (1983)
- Occhio, malocchio, prezzemolo e finocchio, regia di Sergio Martino (1983)
- Fantozzi subisce ancora, regia di Neri Parenti (1983)
- Lo specchio del desiderio, regia di Jean-Jacques Beineix (1984)
- Ars amandi - L'arte di amare, regia di Walerian Borowczyk (1984)
- Mezzo destro mezzo sinistro - 2 calciatori senza pallone, regia di Sergio Martino (1985)
- Max amore mio, regia di Nagisa Ōshima (1986)
- Roba da ricchi, regia di Sergio Corbucci (1987)
- Fantozzi va in pensione, regia di Neri Parenti (1988)
- Anna (1988)
- Matilda, regia di Antonietta De Lillo e di Giorgio Magliulo (1990)
- Fantozzi alla riscossa, regia di Neri Parenti (1990)
- Cattiva, regia di Carlo Lizzani (1991)
- In camera mia, regia di Luciano Martino (1992)
- Abissinia, regia di Francesco Ranieri Martinotti (1993)
- Stefano Quantestorie, regia di Maurizio Nichetti (1993)
- Fantozzi in paradiso, regia di Neri Parenti (1993)
- Anche i commercialisti hanno un'anima, regia di Maurizio Ponzi (1994)
- Italia Village, regia di Giancarlo Planta (1994)
- Carogne, regia di Enrico Caria (1995)
- Per favore, strozzate la cicogna , regia di Luciano Crovato (1996)
- Favola, regia di Fabrizio De Angelis – film TV (1996)
- La bruttina stagionata, regia di Anna Di Francisca (1996)
- Fantozzi - Il ritorno, regia di Neri Parenti (1996)
- Fantozzi 2000 - La clonazione, regia di Domenico Saverni (1999)
- Lontano in fondo agli occhi, regia di Giuseppe Rocca (2000)
- Le seduttrici, regia di Mike Barker (2006)
- Saturno contro, regia di Ferzan Özpetek (2007)
- All'amore assente, regia di Andrea Adriatico (2008)
- Un giorno perfetto, regia di Ferzan Özpetek (2008)
- Carlo Gesualdo, appunti per un film, regia di Luigi Di Gianni (2009)
- Black out, regia di Giulia Oriani (2010) [cortometraggio]
- Scontro di civiltà per un ascensore a Piazza Vittorio, regia di Isotta Toso (2010)
- Letters to Juliet, regia di Gary Winick (2010)
- L'ultima zingarata, regia di Federico Micali e Yuri Parrettini – film documentario (2010)
- L'aquilone di Claudio, regia di Antonio Centomani (2013)
- La sedia della felicità, regia di Carlo Mazzacurati (2013)
- Noi 4, regia di Francesco Bruni (2014)
- La macchinazione, regia di David Grieco (2016)
- Orecchie, regia di Alessandro Aronadio (2017)
- La voce di Fantozzi, regia di Mario Sesti (2017)
- Natale da chef, regia di Neri Parenti (2017)
- Respiri, regia di Alfredo Fiorillo (2018)
- Ride, regia di Valerio Mastandrea (2018)
- Generazioni d'amore - Le quattro Americhe di Fernanda Pivano, regia di Ottavio Rosati (2020)
- Il demolitore di camper, regia di Robert Ralston (2020)
- Dante, regia di Pupi Avati (2022)
- Diamanti, regia di Ferzan Özpetek (2024)
- Il coupon della felicità, regia di Agostino Ferrente (2025)

### Televisione
- Le anime morte di Nikolaj Gogol, regia di Edmo Fenoglio, trasmessa il 7 luglio 1963.
- La bella addormentata, regia di Eros Macchi – film TV (1963)
- Vivere insieme, regia Massimo Scaglione (1963)
- L'amico libro, regia Massimo Scaglione (1963-1964)
- Il giornalino di Gian Burrasca, regia di Lina Wertmüller – miniserie TV (1964)
- Quinta colonna, regia di Vittorio Cottafavi – miniserie TV (1966)
- Le Troiane, regia Vittorio Cottafavi (1967)
- Liliom, regia di Eros Macchi (1968)
- Racconti fantastici di Primo Levi, episodio Il versificatore (1971)
- La miliardaria, regia di Giuliana Berlinguer (1972)
- Nel mondo di Alice, regia Guido Stagnaro – miniserie TV (1974)
- Costanza, regia di Carlo Lodovici (1976)
- Heidi (serie televisiva 1978) - miniserie TV (1978)
- Con gli occhi dell'occidente, regia di Vittorio Cottafavi (1979)
- Così va il mondo, regia Sandro Sequi (1980)
- Grand Hotel Folies, regia Massimo Scaglione (1980)
- Vita di Antonio Gramsci, regia Raffaele Maiello (1981)
- Divorziamo, regia di Lorenzo Salveti (1981)
- Doppio tamarindo caldo corretto panna, regia Massimo Scaglione (1981)
- Le Regine di Francia, regia Mario Ricci (1981)
- Anna, Ciro e... compagnia – serie TV (1982)
- Verdi, regia Renato Castellani, 9 puntate (1982)
- Epistolari celebri, regia Massimo Scaglione (1982)
- La zia di Carlo di Brandon Thomas, regia di Antonio e Andrea Frazzi (1983)
- Via Mala, da John Knittel, regia Tom Toelle – serie TV (1983)
- Lasciamoci così, regia Terry D’Alfonso (1986)
- Aeroporto internazionale – serie TV (1987)
- 1987 Das Weite Land / Terra sconosciuta, regia Luc Bondy (1987)
- Anna / Anna ballerina, regia Frank Strecker – film TV (1987)
- Una verità come un’altra, regia Gianluigi Calderone (1987)
- Mano rubata, regia Alberto Lattuada – film TV (1989)
- La vallée des espoirs, regia Jean-Pierre Marchand; Technisonor (Parigi, Francia) – serie TV (1989)
- Prigioniera di una vendetta, regia Vittorio Sindoni e Jeannot Szwarc – miniserie TV (1990)
- L’anello della vita, regia Carlo Alberto PinelliI (1991)
- Une famille formidable, regia Joël Santoni, 1º episodio (1992)
- Une famille formidable, regia Joël Santoni, 2º episodio (1993)
- Storie di ordinaria bruttezza, regia Terry D’Alfonso (1994)
- L'ombra della sera, regia di Cinzia TH Torrini – film TV (1994)
- Une famille formidable, regia Joël Santoni, 3º episodio (1996)
- Vado e torno, regia di Vittorio Sindoni (1997)
- Un medico in famiglia – serie TV, 154 episodi (1998-2016)
- Une famille formidable, regia Joël Santoni – serie TV, 3 episodi (1999-2007)
- Rex – serie TV, 1 episodio (2011)
- Ballando con le stelle (Rai 1, 2019) – concorrente
- In vacanza su Marte, regia di Neri Parenti – film TV on demand (2020)
- Le fate ignoranti – serie TV, guest episodio 1x05 (2022)

### Cortometraggi
- Cose di sempre, regia di Andrea Saraceni (1998)
- Nunzia, regia di Giulia Oriani (2002)
- Il linguaggio dell'amore, regia di Susanna Nicchiarelli (2003)
- Caro benzina, regia di Nicolangelo Gelomini (2008)
- Buio, regia di Giulia Oriani (2010)
- A casa, regia di Antonio Costa (2012)
- Un amato funerale, regia di Luca Murri (2013)
- Vittima degli eventi, regia di Claudio Di Biagio (2014) – mediometraggio
- Sette pizze, regia di Giuseppe Garau (2017)
- La Felinette, regia di Francesca Fabbri Fellini (2019)
- Dorothy non deve morire, regia di Andrea Simonetti (2021)
- Con i pedoni tra le nuvole, regia di Maurizio Rigatti (2021)
- Stanza 5, regia di Rosario Capozzolo (2023)
- Il Coupon della Felicità, regia di Agostino Ferrente (2023)
- Cocci, regia di Agnese Fallongo (2023)
- Tre mai, regia di Sante Paolacci (2025)
- Ciao Papà, regia di Dario Baldi (2025)

## Teatro
- Così è (se vi pare) di Luigi Pirandello, regia di Mario Ferrero (1963)
- Oh, che bella guerra! di Joan Littlewood, regia di Jerome Kilty (1964)
- Il suggeritore nudo di Filippo Tommaso Marinetti (1966)
- Black Comedy di Peter Shaffer diretto da Franco Zeffirelli (1967)
- Gli innamorati, regia di Franco Enriquez (1968)
- Cantata di un mostro lusitano, regia di Giorgio Strehler (1969)
- La porta sbagliata, regia di Guido Stagnaro (1972)
- L'anima buona di Sezuan, regia di Benno Besson (1976)
- La vita è sogno, regia di Franco Branciaroli (1982)
- Le balcon, regia di Antonio Calenda (1982)
- Le relazioni pericolose, regia di Paolo Poli (1988)
- La favola del figlio cambiato, Laomache, regia di Terry D'Alfonso (1990)
- La strada maestra, regia di Mario Morini (1990)
- Vortice, regia di Mino Bellei (1990-1991)
- Giocare il Sogno Filmare il Gioco, psicodrammi pilota del TST per Da Storia Nasce Storia, regia di Ottavio Rosati (1991)
- Il bello indifferente, regia di Marco Maltauro (1995)
- La Nuit de l'Entr'acte, regia di Maria Teresa Elena (1996)
- Natura est, regia di Ennio De Dominicis (1996)
- Stravinskyana, regia di Beppe Menegatti (1996)
- John Gabriel Borkman a cura di Mario Maranzana (1997)
- Notte di grazia scendi, regia di Mario Morini (1999)
- Pulcinella, regia di Maurizio Scaparro (1999)
- Dove vai Francesco?, regia di Maria Teresa Elena (2000)
- Prima della pensione, regia di Piero Maccarinelli (2000)
- Le donne di Picasso, regia di Terry D'Alfonso (2001)
- Un equilibrio delicato, regia di Mario Missiroli (2001)
- Notte di grazia scendi, regia di Mario Morini (2001)
- Alma a Venezia, regia di Paulus Manker (2002)
- Creditori, regia di Mario Morini (2003)
- Parole saudenti, regia di Anna Leopardi (2003)
- Un tagliatore di teste a Villa Borghese, regia di Hervè Ducroux (2003)
- Il piccolo portinaio di Marco Amato, regia di Walter Manfrè (2004)
- Lasciami andare, madre, regia di Lina Wertmüller (2004-2005)
- Le fuggitive, regia di Nicasio Anzelmo, con Valeria Valeri (2009-2012)
- Incontro con una cometa, regia di Giovanni Antonucci (2010)
- Intervista alla marchesa. Riflessioni di Luisa Casati, regia di Terry D'Alfonso (2011)
- Una camelia per la Traviata, regia di Terry D'Alfonso (2011)
- Le donne di Picasso, regia di Terry D'Alfonso (2011)
- C come Chanel, regia di Roberto Piana (2013-2014)
- Io sono Virginia, regia di Elisabetta Villaggio (2013)
- Moderato cantabile - Duras mon amour, regia di Roberto Piana (2014)
- Regina madre, regia di Manlio Santanelli (2014-2016)
- Sorelle Materassi, regia di Geppy Gleijeses, con Lucia Poli (2016)
- Un autunno di fuoco, regia di Marcello Cotugno, con Maximilian Nisi (2018)
- A spasso con Daisy di Alfred Uhry, regia di Guglielmo Ferro, con Salvatore Marino e Maximilian Nisi (dal 2021)
- Lezione d'amore. Sinfonia di un incontro di Andrée Ruth Shammah e Federica Di Rosa, regia di Andrée Ruth Shammah, Teatro Franco Parenti di Milano (2025)

## Riconoscimenti
- David di Donatello
  - 1983 – Candidatura alla migliore attrice non protagonista per Amici miei - Atto IIº
  - 1991 – Candidatura alla migliore attrice non protagonista per Fantozzi alla riscossa
  - 2014 – Candidatura alla migliore attrice non protagonista per La sedia della felicità
  - 2024 – David di Donatello speciale alla carriera[9]

- Nastro d'argento
  - 1976 – Candidatura alla migliore attrice non protagonista per Amici miei
  - 1991 – Candidatura alla migliore attrice non protagonista per Fantozzi alla riscossa
  - 1994 – Migliore attrice non protagonista per Fantozzi in paradiso
  - 2016 – Candidatura alla migliore attrice non protagonista per La macchinazione

- Ciak d'oro
  - 1993 – Candidatura alla miglior attrice non protagonista per Stefano Quantestorie
  - 1994 – Miglior attrice non protagonista per Fantozzi in paradiso[11]
  - 2007 – Ciak d'oro alla carriera[12]

- Grolla d'oro
  - 1971 – Migliore attrice esordiente per Venga a prendere il caffè... da noi

- Premio Eleonora Duse
  - 2002 – Per le interpretazioni di quell'anno teatrale in Le donne di Picasso di Brian McAvera, regia di Terry D'Alfonso e Notte di grazia scendi di Samuel Beckett, regia di Mario Morini[7]

- Premio Flaiano sezione teatro
  - 2007 – Per la carriera[13]
  - 2014 – Premio per l'interpretazione in C come Chanel[14]

- Premio Ubu
  - 1998/1999 – Migliore attrice non protagonista per Prima della pensione di Thomas Bernhard

## Doppiatrici
- Vittoria Febbi in I quattro moschettieri
- Deddi Savagnone in Questa volta parliamo di uomini
- Annarosa Garatti in Giulietta degli spiriti
- Flaminia Jandolo in La cintura di castità
- Serena Verdirosi in Tre passi nel delirio
- Angela Pagano in Amor vuol dir gelosia

## Discografia

### Album
- 1976 – Fiabe per sette giorni

### Partecipazioni
- Ensemble Punto It Shuman Racconta: Shumann's Fairy Tales